# Jan Campert

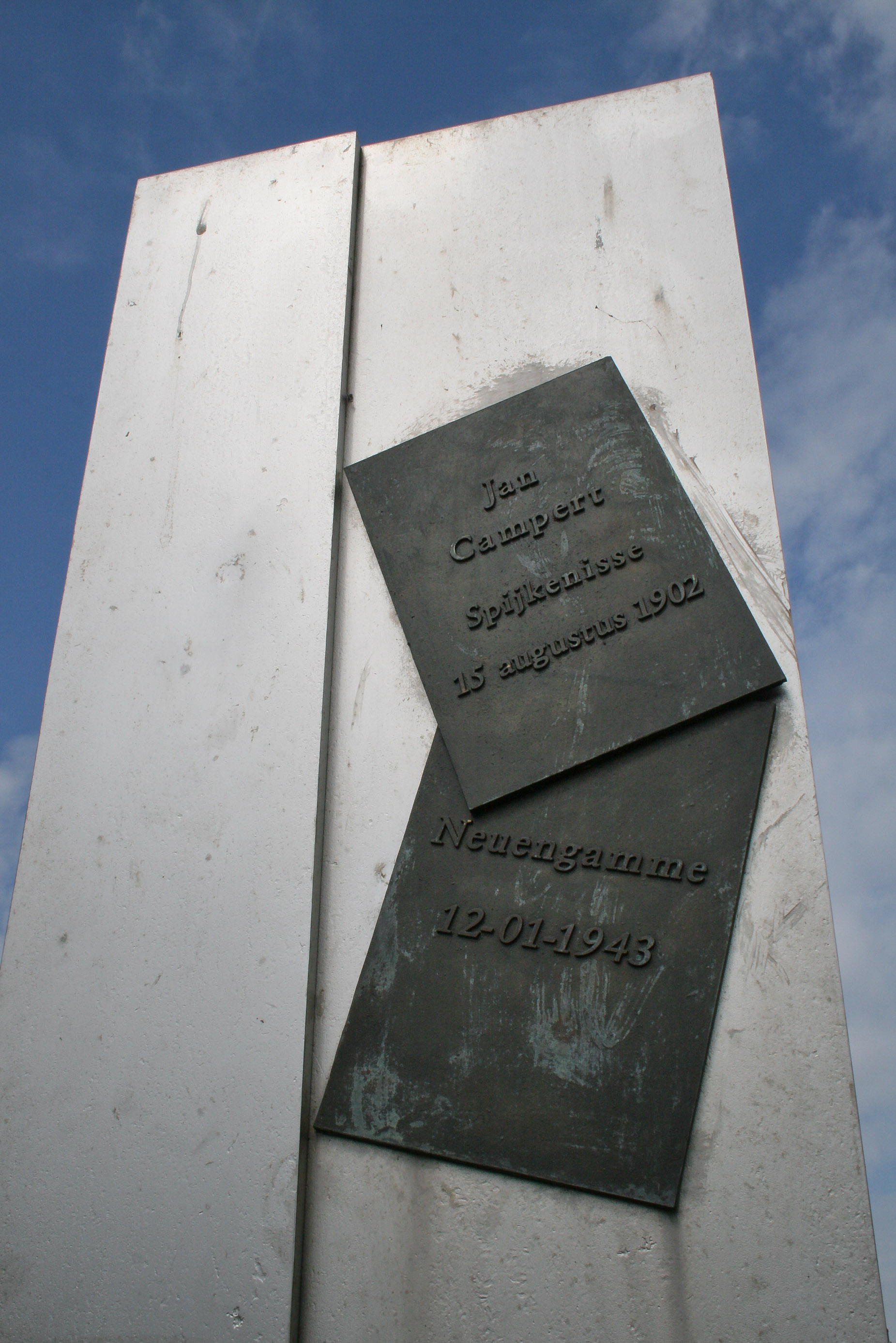
Monument voor Campert in Spijkenisse

Jan Remco Theodoor Campert (Spijkenisse, 15 augustus 1902 – Neuengamme (Duitsland), 12 januari 1943) was een Nederlandse journalist, dichter, schrijver en verzetsman.
Hij is vooral bekend van het gedicht De achttien dooden, dat hij schreef naar aanleiding van de executie van vijftien verzetslieden (waaronder Bernardus IJzerdraat) van de Geuzengroep en drie communistische Februaristakers op 13 maart 1941.

## Levensloop
Jan Campert werd geboren in Spijkenisse als zoon van een huisarts. Via zijn moeder is hij verwant aan de bestuurdersfamilie Van Hall; zijn grootvader is de botanicus Herman van Hall. Vanaf 1905 ging zijn vader als huisarts in Westkapelle werken, en verhuisde het gezin hierheen. Hier zou hij tot zijn 18e blijven wonen, en werd hij jeugdvrienden met Adriaan Viruly en Jacques van Elsäcker. Hij volgde van 1915 tot en met 1918 de driejarige opleiding aan de HBS in Vlissingen en studeerde daarna een jaar aan de Handelsschool. In 1919 ging hij werken bij de Twentsche Bank. In 1926 stapte hij over naar de journalistiek. Hij schreef aanvankelijk voor enkele regionale kranten in Den Haag, waaronder De Nieuwsbron: Algemeen Nederlandsch Dagblad, dat aanvankelijk alleen in Den Haag verscheen. In de jaren '20 was Campert al begonnen met het schrijven van gedichten. In de jaren 30 schreef hij ook enkele romans. In 1928 huwde hij met de actrice Joekie Broedelet, met wie hij in 1929 een zoon kreeg, de latere dichter en schrijver Remco Campert. Hij scheidde in 1932 en hertrouwde in 1936 met de schrijfster Clara Eggink, ex-vrouw van de dichter J.C. Bloem, in 1939 scheidde Campert van haar. Uit dit huwelijk zijn geen kinderen voortgekomen. Campert leefde ook enige tijd samen met de schrijfster Willy Corsari.

### De journalist
Campert begon zijn journalistieke werk in lokale en streekbladen. Hij was toen voornamelijk toneelcriticus. Eind 1927 kwam hij in dienst bij: De Nieuwsgier: Dagblad voor Westelijk 's-Gravenhage. Begin 1929 veranderde de naam van het blad in: De Nieuwsbron: Algemeen Nederlandsch Dagblad. Het blad vergrootte zijn verspreidingsgebied gelijktijdig naar Den Haag en omstreken. Later werkte Campert voor diverse andere kranten en verhuisde hij naar Amsterdam.

### De dichter
In 1922 verscheen Camperts debuutbundel Refereinen, die hij samen met Henrik Scholte schreef. Het bekendst werd Jan Campert met twee verzetsgedichten die hij tijdens de Tweede Wereldoorlog schreef: het hierboven genoemde 'Lied der achttien dooden' en 'Rebel, mijn hart, gekerkerd en geknecht'. Sonnetten voor Cynara, om begrijpelijke reden zonder 'Rebel', een eigenlijk bijbehorend sonnet, was de laatste door Campert gepubliceerde dichtbundel. Deze verscheen in april of mei 1942. In 1947 verschenen Camperts Verzamelde gedichten 1922-1943, bezorgd door G.H. 's-Gravesande. Onder de titel Wie weet slaag ik in de dood publiceerde Jan Camperts zoon Remco Campert in de Ooievaar Pockets een keuze uit de poëzie van zijn vader, ingeleid door Clara Eggink.

### De schrijver

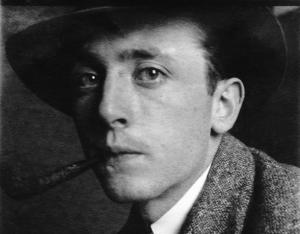
Jan Campert

Campert schreef als coauteur twee detectives: met Ben van Eysselsteijn Het Chineesche mysterie (1932) en met Willy Corsari Klokslag twaalf (1933). De titel van zijn eerste roman Die in het donker... 1934 is ontleend aan de Dreigroschenoper van Bertolt Brecht. Zijn roman Wier (1935) die in Zeeland speelt is in 1961 bewerkt door zijn zoon Remco. Voor het boekenweekgeschenk van 1940 Drie novellen schreef hij de novelle Deez' kleine hand. De roman Huis en herberg 1941 verbergt in de afsluitende verzen een verwijzing naar Hendrik Marsman: Te erkennen te hebben gefaald, niet eens meeslepend en groot, is alle winst die ik heb behaald Wie weet slaag ik in de dood, een thema dat Campert met zich mee droeg. Zijn in 1941 verschenen verhaal Slordig beheer is een aanvullend levensthema voor Campert geweest. Het verhaal schetst onder meer zijn zelfkennis.

## Oorlogsverzet en dood

### De aanloop
In 1933 stelde Campert in zijn Ballade der verbrande boeken het nationaalsocialisme in Duitsland aan de kaak. In Slordig beheer 1941 onderstreepte hij de betrokkenheid van de dichter bij de samenleving. Zijn maatschappelijke en politieke betrokkenheid bleek ook uit de voordracht over Dichterschap en verantwoordelijkheid die hij hield op 15 maart 1942 voor het Haagse genootschap 'Oefening kweekt kennis' en die een dag later in het dagblad Het Vaderland werd gepubliceerd. Met zijn gedicht De Achttien Dooden is hij geworden wat hij als verzetsstrijder wilde: Stem te zijn, en anders niet. Campert schreef in de aanloop naar de oorlog, in de crisistijd, stukken voor Nationaal-Socialistische Beweging (NSB), hoewel hij niet sympathiseerde met het gedachtegoed.

### Verzetsactiviteiten
Campert heeft rond de twintig joden naar België helpen ontsnappen. Op 21 juli 1942 werd hij met een helper, de Bredase journalist Martien Nijkamp, vlak over de grens bij Baarle-Nassau gearresteerd toen hij de 21-jarige Jood Frans van Raalte de grens over probeerde te smokkelen. Van Raalte pleegde nog dezelfde dag in gevangenschap zelfmoord.

### Gevangenschap en dood
Campert zat enige tijd gevangen in Breda, in kamp Haaren en in kamp Amersfoort. Uiteindelijk kwam hij via concentratiekamp Buchenwald in november 1942 in het Duitse concentratiekamp Neuengamme terecht. In december van dat jaar werd hij tot tweemaal toe met longklachten in het ziekenhuis aldaar opgenomen. Op 6 januari in de strenge winter van 1943 verzocht hij in een schrijven aan zijn moeder om warme kleding en stevige schoenen. Hij meldde dat hij pijn in zijn borst voelde en het koud had. Volgens de officiële verklaring in zijn medische dossier is hij op 12 januari van dat jaar op veertigjarige leeftijd aan borstvliesontsteking overleden.

## Monumenten
Campert werd na de oorlog als een verzetsheld beschouwd. In 1947 werd de Jan Campertprijs in het leven geroepen als 'blijvende herdenking aan de strijd der Nederlandse letterkundigen in de jaren 1940-1945'. In 2003 werden twee monumenten opgericht ter nagedachtenis aan zijn verzetshouding en die van zijn kameraden. Een van de twee staat in Spijkenisse aan de Jan Campertkade en de ander in het voormalig kamp Westerbork. Daar staat een zwerfkei waarin door door Stef Stokhof de Jong de eerste strofe van het gedicht 'De achttien dooden' is uitgehakt.

## Oeuvre chronologisch
- 1922 Refereinen. Verzen, met Henne Scholte
- 1925 Verzen.
- 1927 De bron. Verzen.
- 1928 Het verliefde lied en andere verzen.
- 1929 Willem Kloos 1859-6 mei-1929. Willem Kloos en wij. Een teruggang? Verhaal, met Alfred Haighton en Khouw Bian Tie.
- 1932 Het Chineesche mysterie. Detective-roman, met Ben van Eysselsteijn.
- 1933 Klokslag twaalf. Detective-roman, met Willy Corsari.
- 1934 Die in het donker.... Roman.
- 1934 Tien jaar vaste bespeler van den Koninklijken Schouwburg, Den Haag.
- 1935 Wier. Roman. Circa 1955 en 1974 heruitgegeven onder de titel Kerend getij.
- 1936 Verwilderd landschap. Verzen.
- 1940 Drie novellen, Boekenweekgeschenk: 'Deez' kleine hand' (de andere novellen zijn van Egbert Eewijck en M. Vasalis).
- 1940 Vijf jaren zomerzegels 1935-1939.
- 1941 Huis en herberg. Verzen.
- 1941 Slordig beheer. Roman.
- 1942 Sonnetten voor Cynara. Verzen. Sonnet 'Rebel, mijn hart' in 1945 aan de 3e druk toegevoegd.
- 1943 De achttien Dooden. Vers. Utrecht, De Bezige Bij.
- 1944 Vier jaar ... Verzen. Met anderen. Postuum.
- 1947 Verzamelde gedichten, 1922-1943. Verzen. Postuum.
- 1948 – 2004 Veel werk postuum uitgegeven.